# KC and the Sunshine Band
A KC and the Sunshine Band é um grupo musical norte-americano. Fundado em 1973, o seu estilo incluiu funk, pop e disco. As suas canções mais conhecidas são "That's the Way (I Like It)", "(Shake, Shake, Shake) Shake Your Booty", "Keep It Comin' Love", "Boogie Shoes", "I'm Your Boogie Man", "Give It Up", "Get Down Tonight" e "Please Don't Go".

## História
Fundado em 1973 por Harry Wayne Casey ("KC"), Jerome Smith, Richard Finch e Robert Johnson, a banda lançou o Compacto Simples das canções "Blow Your Whistle", no mesmo ano, e "Sound Your Funky Horn", no ano seguinte. Ainda em 1974, Casey e Finch veriam a canção "Rock Your Baby", parceria de ambos, levar o cantor George McCrae ao primeiro lugar na parada musical norte-americana.
Com o lançamento do segundo álbum "KC and the Sunshine Band" em 1975, o grupo emplacou "Get Down Tonight", primeiro e maior sucesso da banda nos Estados Unidos. Outro grande hit do LP foi "That's the Way (I Like It)". No ano seguinte, o grupo foi bem no Grammy Awards. O álbum "Part 3", de 1976, teve três sucessos: "I'm Your Boogie Man", "(Shake, Shake, Shake) Shake Your Booty" e "Keep It Comin' Love". Após lançarem o quarto disco, "Who Do Ya Love", em 1978, e participarem da trilha sonora do filme Saturday Night Fever, lançado naquele mesmo ano, a banda faturou seu quinto e último 1º lugar nos EUA com "Please Don't Go" (regravada nos anos 1990 pelo projeto musical Double You, do LP "Do You Wanna Go Party", de 1979.
Com o declínio da popularidade da música disco, o grupo tentou explorar outros estilos musicais. Em 1981, a parceria entre Finch e Casey chegou ao fim. Dois anos depois do lançamento do último trabalho, o grupo lançou mais dois álbuns: "The Painter" e "Space Cadet", que tiveram pouco sucesso. Mas em 1982, um faixa chamada "Give It Up", do álbum "All in a Night's Work" (gravado antes da parceria acabar) trouxe a banda de volta ao sucesso. A faixa aparece, também, no  álbum "KC Ten", de 1983. Entretanto, a Epic Records recusou-se lançar a canção em compacto simples. Por causa disso, Casey formou o selo Records, lançando o compacto que ganhou algum sucesso. Mas o álbum não teve o mesmo retorno, levando o grupo a parar as atividades por volta de 1985 com a aposentadoria de Casey.
Em 1991, um retorno de interesse pela música disco tirou Casey da aposentadoria. Ele recriou o grupo inteiro, composto por novos membros - a maioria dos membros originais já tinham falecido - e começou novas turnês. A nova banda teve um grande número de coletâneas e pouco material novo. O álbum "Oh Yeah!" foi lançado em 1993, após dez anos sem discos inéditos.
Em 2000, o guitarrista Jerome Smith faleceu em um acidente. No ano seguinte, a banda faz um rápido retorno a cena musical para um novo álbum "I'll Be There For You".

## Discografia

### Principais álbuns
- Do It Good (1973)
- KC and the Sunshine Band (1975) EUA #4, GBR #26
- The Sound of Sunshine (1975) EUA #131
- Part 3 (1976) EUA #13
- Who Do Ya Love (1978) EUA #36
- Do You Wanna Go Party (1979) EUA #50
- Space Cadet (1980)
- The Painter (1981)
- All in a Night's Work (1982)
- KC Ten (1983) EUA #93
- Oh Yeah! (1993)
- I'll Be There For You (2001)
- Yummy (2007)

### Principais canções
- 1973 Blow Your Whistle - #27 Biilboard Black Singles
- 1974 Sound Your Funky Horn - #21 Billboard Black Singles
- 1975 Get Down Tonight - #1 Billboard Pop Singles, #1 Billboard Black Singles, #6 Billboard Club Play Singles e #13 Billboard Disco Singles
- 1975 I Get Lifted - #9 Billboard Club Play Singles
- 1975 I'm A Pushover - #57 Billboard Black Singles
- 1975 Rock Your Baby - #9 Billboard Club Play Singles
- 1975 Shotgun Shuffle - #25 Billboard Black Singles, #4 Billboard Disco Singles e #88 Billboard Pop Singles
- 1975  That's The Way (I Like It) - #1 Billboard Pop Singles, #1 Billboard Black Singles, #1 Billboard Disco Singles e #8 Billboard Club Play
- 1976 (Shake, Shake, Shake) Shake Your Booty  - #1 Billboard Pop Singles, #1 Billboard Black Singles, #6 Billboard Disco Singles e #9 Billboard Club Play
- 1976 Queen Of Clubs - #25 Billboard Black Singles e #66 Billboard Pop Singles
- 1976 Rock Your Baby - #70 Billboard Black Singles
- 1977 I Like To Do It - #4 Billboard Black Singles e #37 Billboard Pop Singles
- 1977 I'm Your Boogie Man - - #1 Billboard Pop Singles e #3 Billboard Black Singles
- 1977 Keep It Comin' Love - - #2 Billboard Pop Singles e #1 Billboard Black Singles
- 1978 Black Water Gold - #28 Billboard Club Play Singles
- 1978 Boogie Shoes - #29 Billboard Pop Singles e #35 Billboard Black Singles
- 1978 Wrap Your Arms Around Me - #48 Billboard Pop Singles e #24 Billboard Black Singles
- 1979 Do You Wanna Go Party - #50 Billboard Pop Singles, #8 Billboard Black Singles
- 1979 I Betcha Didn't Know That #25 Billboard Black Singles
- 1980 Please Don't Go - #1 Billboard Pop Singles
- 1980 Yes, I'm Ready - #1 Billboard Adult Contemporary, #2 Billboard Pop Singles e #20 Billboard Black Singles
- 1982 (You Said) You'd Gimme Some More - #9 Billboard Club Play Singles 9
- 1983 Don't Run (Come Back to Me) - #12 Billboard Adult Contemporary
- 1983 Give It Up - #18 The Billboard Hot 100
- 1993 Megamix - #37 Billboard Hot Dance Music/Maxi-Singles Sales